# ديك هوتون
ديك هوتون (بالإنجليزية: Dick Hutton)‏ هو مصارع رياضي أمريكي، ولد في 4 أكتوبر 1923 في أماريلو في الولايات المتحدة، وتوفي في 24 نوفمبر 2003.

## وصلات خارجية
- ديك هوتون على موقع CageMatch worker (الإنجليزية)
- ديك هوتون على موقع أوليمبيديا (الإنجليزية)